# Pomník Maxmiliány Alsterlové z Astfeldu
Pomník Maxmiliány Alsterlové z Astfeldu, rozené Kurcpachové z Trachenburka, se nachází při silnici severozápadně od obce Horní Jirčany směrem na Jesenici po levé straně. Byl postaven na památku dopravní nehody, která se zde stala roku 1706 a pravděpodobně se jedná o nejstarší pomník věnovaný oběti dopravní nehody na území Česka. Byl nazýván též německy Pÿramide či Pyramide. Pomník je chráněn jako nemovitá kulturní památka.

## Historie
22. prosince 1706 jela Maxmiliána Alsterlová z Astfeldu, manželka svobodného pána Františka Mikuláše, kočárem do Prahy. Mezi Novými Jirčany a Jesenicí se kočár převrhl a hraběnka v kočáře zahynula. Roku 1707 dali manžel, syn a zeť na místě tragické nehody postavit pomník. Roku 1840 byl obelisk opraven na náklady pražského arcibiskupa Aloise Josefa Schrenka.

### Podoba pomníku

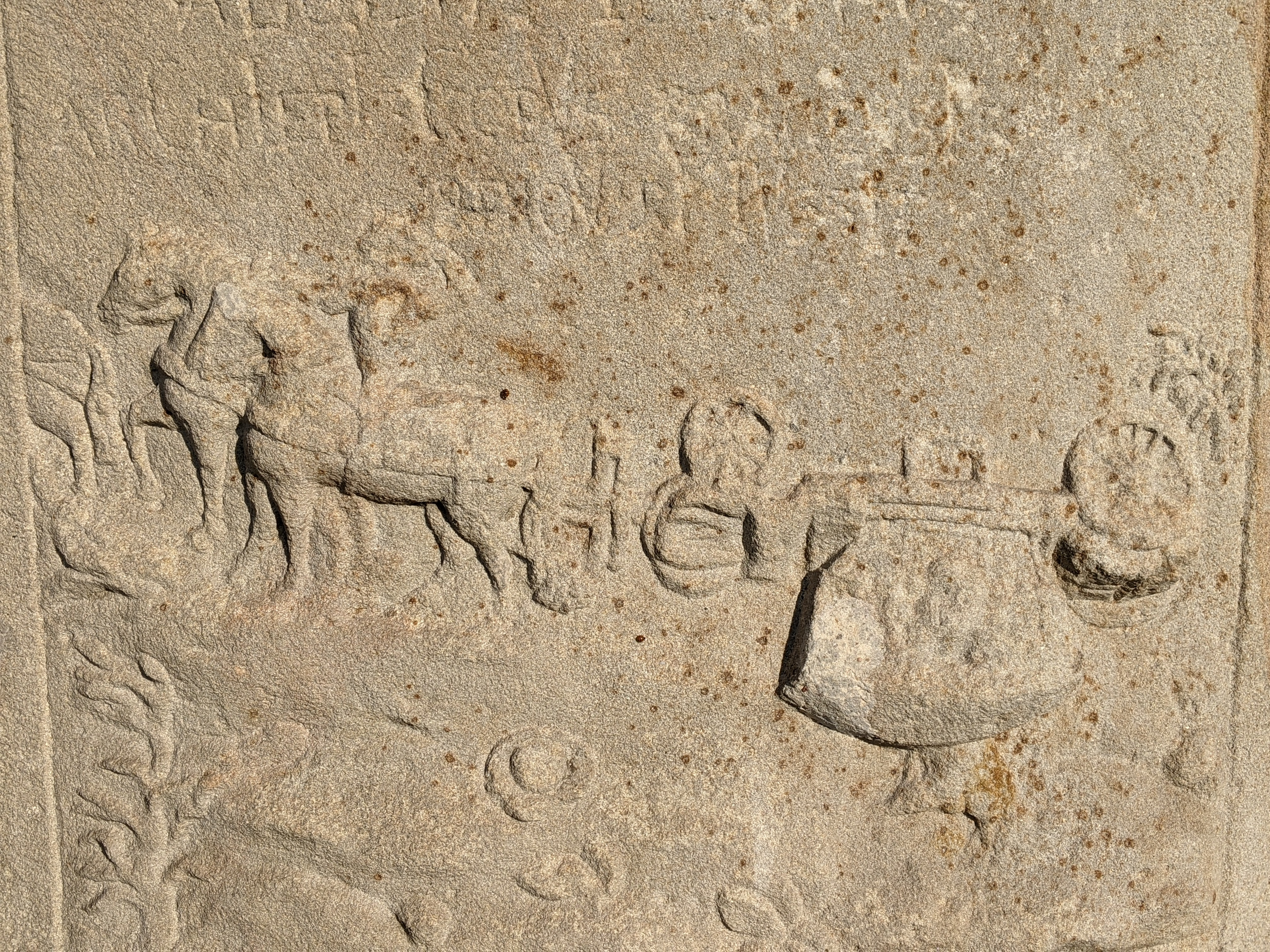
Detail pomníku s plastikou

Jedná se o barokní pískovcový obelisk tvaru trojbokého jehlanu vysoký přibližně sedm metrů, který je zakončen kamennou koulí s kovovým křížem. Obelisk je do výše dvou metrů obklopen trojbokým podstavcem se segmentovitě vypouklými stranami. V rozích je podstavec ozdobený volutami, nahoře pak římsovím, které je uprostřed polokruhově prohnuté. Nad římsovím uprostřed každé strany byl upevněn kartušovaný štít se znakem. Na prvním štítě byl znak manžela Františka Mikuláše Alsterle z Astfeldu s nápisem „MARITVS“, na druhém byl znak jejího syna Maximiliana s nápisem „MATRI“, na třetím byl znak jejího zetě Jana Josefa Löva z Erlsfeldu s nápisem „SOCRVS“. Tyto štíty se znaky se nedochovaly. Na soklu se též nacházejí vytesané lebky se zkříženými hnáty, které symbolizují vědomí smrti a zmaru. Pomník byl zhotoven z hrubozrnné arkózy karbonského stáří, těžené na Kladensku. Byl celoplošně polychromován a jednotlivé nápisy na něm byly pouze vytesány a již nebarveny, takže jejich čitelnost byla dána kontrastem vysekaného písma a polychromie. Povrch části pomníku je silně poškozen zvětráním použité horniny.
Na jednotlivých stranách podstavce jsou vytesány nápisy:
1. strana
„MAXIMILIANVS ALSTERL AB ASTFELDT S. C. R. M. REG. APPELLAT. CONSILIARIVS.
STA VIATOR ECCE MORS REDEVNTIS MOERENTIBVS MARITO FILIO GENERO COMPATERE SED OCCVMBENTI REQVIEM AETERNAM PRECARE.“
2. strana
„IOANNES IOSEPHVS LÖW AB ERLSFELDT S. C. R. M. REG. APPELLAT. CONSILIARIVS.
MAXIMILIANAE ALSTERLIANAE AB ASTFELDT NATAE E BARONIBVS KVRTZBACHIANIS DE TRACHENBERG ET MILTSCH AO. DNI MDCCVI 22. DECEMBRIS HIC OPPRESSAE PIIS MANIBVS POSVERE.“
3. strana
Obsahuje vytesaný reliéf, připomínající tragédii: krajinou projíždí kočár s vozkou, vozka sedí na hřbetě splašeného koně, kočár je převržený. Pod kočárem je zachycena postava s hlavou k zemi a s rozhozenýma rukama, vlevo od kočáru je předmět připomínající klobouk. Horní část reliéfu je lemována několika oblačnými kupami. Roku 1840 byla tato část po opravě památníku doplněna textem: „SORTEM AVAE PIE DOLENS ALOISIVS IOSEPHVS ARCHIEPISCOPVS PRAGENSIS RENOVARI IVSSIT.“

### Pověsti
Podle jedné pověsti, sepsané a vydané roku 1946 Jiřím Mukem, jela baronka z Vídně do Prahy na slavnost. U Benešova je zdrželo vojsko, které zabralo celou silnici. Po delší době mohli pokračovat a baronka měla kočího pobízet, aby jel rychleji a rychleji, že musí být v poledne v Praze. Když v jirčanském kostelíku zvony zvonily poledne, nestačila už baronka znovu hubovat, protože se koně tak lekli zvuku zvonu a jeho ozvěny z lesa, že prudce zastavili, zadní kolo kočáru se utrhlo a kus cesty jelo setrvačností do příkopu. Na tu stranu se kočár převrátil a ve svých troskách paní Maxmilianu zavalil.
Podle plastiky na pomníku baronka nebyla v kočáře, ale vně. Podle jedné zmínky byla usmýkána a při této nehodě si zlomil nohu lokaj, který ji doprovázel.
Podle druhé verze jela baronka opačným směrem, z Prahy do jižních Čech, kde chtěla oslavit vánoční svátky na rodinném sídle svého manžela.

### Donátoři
Hlavními donátory stavby pomníku byli manžel, baron František Mikuláš Alsterle z Astfeldu (1652–1719), písař na Pražském hradě a od roku 1713 purkrabí Pražského hradu, syn Maxmilián František a zeť Jan Josef Löw z Erlsfeldu (1673–1716), majitel panství Lojovice a Modletice. Syn baronky a její zeť pracovali oba ve státní správě jako místopísaři Království českého, mimo jiné na problematice uspořádání a vytvoření systému pro český zemský archiv. Löw byl právníkem a rektorem pražské univerzity a po jeho předčasné smrti byl dokončením tohoto úkolu panovníkem pověřen právě Maxmilián František Alsterle. V letech 1637–1702 měl rod Alsterlů z Astfeldu v držení palác Mettychů z Čečova. V letech 1643–1758 rod vlastnil letní sídlo Klikovka.

## Opravy
Na jaře roku 2015 bylo obcí Jesenice rozhodnuto o opravě pomníku. Práce byla svěřena restaurátorovi Václavu Snížkovi a dne 15. října 2015 byl opravený slavnostně předán obci.